# 第二幕
《第二幕》（法語：Le Deuxième Acte）是2024年上映的法国黑色喜剧片，由昆汀·杜皮爾自编自导掌镜，蕾雅·瑟杜、萬桑·藍東、路易·卡黑、拉斐尔·奎纳德和曼努埃尔·圭洛特主演。该片是一部自指喜剧模式，讲述参演一部注定失败的电影的演员们的故事。
电影作为第77屆坎城影展开幕片，于2024年5月14日全球首映，同日由Diaphana Distribution在法国院线发行。

## 故事大纲
弗洛朗丝想将热恋中的男友大卫介绍给父亲纪尧姆认识，惟大卫对弗洛朗丝没有感觉，想把她甩掉，于是把她推给好兄弟威利。机缘巧合之下，四个人在偏乡的一家餐馆碰撞出火花。

## 演员
- 蕾雅·瑟杜 饰 弗洛朗丝（Florence）
- 萬桑·藍東 饰 纪尧姆（Guillaume）
- 路易·卡黑 饰 大卫（David）
- 拉斐尔·奎纳德（英语：Raphaël Quenard） 饰 威利（Willy）
- 曼努埃尔·圭洛特（Manuel Guillot）饰 斯特凡（Stéphane）

## 制作
2024年1月，蕾雅·瑟杜接受《電視全覽》杂志专访，透露自己最近参演了昆汀·杜皮爾执导电影，拍摄工作为期两个月；该片当时暂定名《敬我们美丽的职业》（À notre beau métier），演出阵容除瑟杜外，还包括萬桑·藍東、路易·卡黑和拉斐尔·奎纳德。出于对杜皮爾的敬佩，瑟杜一口气读完剧本，便爽快地接下这个角色；她形容杜皮爾是“伟大的电影人”，其幽默风格“藏着日益深刻的社会深度，凭借不完美和笨拙的角色展现出来”。她称这部电影是戲中戲（Mise en abyme），讲述烂片演员们与他们的角色及台词作斗争的故事，整部片子“很疯狂”，也“非常搞笑”。
电影于2023年12月4日至12月22日在多爾多涅省全城拍摄，主要在韦泽尔河畔孔达的小型私人飛行場取景。现有机场大楼曾是专门举行婚礼的餐厅，道具组用了一个月时间将大楼改成原本的餐厅。蒙蒂尼亚克-拉斯科的佩里戈尔摹本工作室（Atelier des fac-similés du Périgord）也参与布景工作。机场跑道被伪装成一条消失的高速公路。剧组也在佩里戈尔摹本工作室附近地区取景。支持多尔多涅省电影拍摄工作的佩里戈尔电影热情（Ciné Passion en Périgord）协会的蒂埃里·博尔德（Thierry Bordes）称杜皮爾在片中搭建了电影史上最长的推軌鏡頭。
电影的制作从头到尾保密。飞机场老板罗兰·布瓦西埃（Roland Boissière）成电影制作“非常神秘”，他都不知道萬桑·藍東来过自己公司。芝复米制片公司的雨果·塞利尼亚克（Hugo Sélignac）担任电影制片人，法国艺术影业联合出品。

## 发行
电影作为第77屆坎城影展开幕片，于2024年5月14日全球首映，同日由Diaphana Distribution在法国院线发行。

## 反响
根据評論匯總网站爛番茄汇总的34篇评论文章，71%的评论家给予该作正面评价，平均打分为6.5分（满分10分）。在Metacritic上，12位影評人共給予了57分的分數（滿分100分），這部電影獲得了「評價褒貶不一或一般」。